# Richard Grant (Erzbischof)
Richard Grant (auch Richard le Grand, Richard Magnus oder Richard Wethershed) († 3. August 1231 in San Gemini, Umbrien) war ein englischer Erzbischof von Canterbury.

## Herkunft
Richard stammte wahrscheinlich aus Nazeing in Essex. Er hatte mindestens einen Bruder, Walter, und eine Schwester, Agnes, denen er als Erzbischof eine jährliche Pension in Höhe von £ 10 gewährte. Seinen Beinamen erhielt er wohl wegen seiner körperlichen Größe, die auch von dem Chronisten Matthew Paris erwähnt wird. Im 14. Jahrhundert nennt ihn der Chronist Ranulf Higden Richard Wethershed, doch diese Bezeichnung ist ansonsten nicht belegt. 

## Karriere als Geistlicher und Wahl zum Erzbischof
Über Richards frühe geistliche Karriere sind wenig gesicherte Fakten bekannt, vermutlich besuchte er eine Universität, wohl die in Paris. Erst am 16. Dezember 1220 wird er als Nachfolger von Stephen Langton als Kanzler der Diözese Lincoln und Leiter der Kathedralschule von Lincoln nachweislich erwähnt. Nachdem der Papst 1228 auf Bitte von König Heinrich III. die Wahl von Walter of Eynsham, der von den Mönchen des Kathedralkapitels von Canterbury gewählt worden war, abgelehnt hatte, wählten die in Rom weilenden Bischöfe Alexander Stavensby von Coventry und Lichfield und Henry of Sandford von Rochford als Vertreter der Suffraganbischöfe von Canterbury Richard zum neuen Erzbischof. Die beiden Bischöfe empfahlen Richard wegen seiner Gelehrsamkeit Papst Gregor IX., der die Wahl am 29. Januar 1229 bestätigte. Auch der König akzeptierte diese Wahl und übergab Richard am 24. März 1229 die Temporalien. Am 10. Juni 1229 wurde Richard in der Kathedrale von Canterbury von Bischof Sandford zum Erzbischof geweiht, und am 23. November feierte er in Anwesenheit des Königs und der Suffraganbischöfe in der Kathedrale den Empfang des vom Papst gesandten Palliums.

## Erzbischof von Canterbury

### Konflikte mit der Regierung und dem König
Als Erzbischof und Gelehrter setzte Richard die Arbeit seines Vorgängers Stephen Langton fort. Er bemühte sich um eine Reform der Kirche, um die Bekämpfung von Missbräuchen und um die Bewahrung der kirchlichen Freiheiten gegenüber der Regierung des Königs. Zur Unterstützung berief er mehrere gelehrte Geistliche in seinen Dienst, die schon unter Langton gedient hatten, darunter Thomas of Freckenham, Elias of Dereham und Richard of Wallingford, der sein Vertreter wurde. Als der König Anfang 1230 ein Schildgeld in Höhe von drei Mark von seinen Baronen zur Finanzierung seines Frankreichfeldzugs erhob, widersetzte sich Richard im Namen der englischen Bischöfe gegen die Erhebung dieser Steuer. Nach seiner Argumentation war diese Steuer für die die englischen Geistlichen nicht bindend, da nur eine Versammlung der weltlichen Barone sie beschlossen hatte. Damit stellte er das Recht des Königs infrage, die Geistlichkeit zu besteuern, was im weiteren Verlauf des 13. Jahrhunderts immer wieder zu Streitigkeiten zwischen König und Geistlichkeit führte. Dazu wurde Richard 1230 in einen Streit mit dem königlichen Justiciar Hubert de Burgh über die Besitzungen des Erzbischofs verwickelt. Nach dem Tod von Gilbert de Clare, 1. Earl of Gloucester hatte de Burgh die Verwaltung von de Clares Besitzungen, darunter Tonbridge Castle in Kent übernommen. De Clare hatte die Burg jedoch als Lehen des Erzbischofs gehalten, weshalb Richard die Verwaltung während der Minderjährigkeit des Erben von de Clare beanspruchte. De Burgh widersetzte sich der Übergabe der Burg mit der Begründung, dass der König bei der Verwaltung aller Lehen Vorrang hätte. Daraufhin exkommunizierte Richard alle in den Vorgang verwickelten Personen, mit Ausnahme des Königs.

### Reise nach Rom und Tod
Um Unterstützung für seine Pläne zur Reform der englischen Kirche zu erhalten, brach Richard im Frühjahr 1231 zu einer Reise zum Papsthof nach Rom auf. Zu den Missbräuchen, die er abstellen wollte, gehörte die Ausübung von weltlichen Ämtern durch Geistliche und deren Mitwirkung in den königlichen Gerichten. Dadurch würden die Geistlichen ihre seelsorgerische Arbeit vernachlässigen. Dazu wollte er die Ämterhäufung bekämpfen, die besonders bei Geistlichen, die als königliche Beamte dienten, verbreitet war. Obwohl diese Ämterhäufung verboten war, erhielten die königlichen Beamten dafür meistens ohne Schwierigkeiten einen päpstlichen Dispens. Richard wurde wohlwollend am Papsthof empfangen. Nach der Chronik von Matthew Paris stimmte der Papst seinen Beschwerden generell zu, obwohl die Anwälte des englischen Königs Einwände erhoben. Richard konnte jedoch seine Reformpläne nicht weiterverfolgen, denn er starb während der Heimreise noch in Italien, möglicherweise an Malaria. Er wurde in der Franziskanerkirche seines Sterbeorts San Gemini beigesetzt. 

## Nachwirkung
Von Richards Schriften ist bis auf eine Predigt, die von der Universität von Paris gesammelt wurde, nichts erhalten geblieben. Die ihm im 15. Jahrhundert von Bischof William Lyndwood im Provinciale zugeschriebenen Diözesanstatuten stammen tatsächlich von Erzbischof Richard of Dover, der von 1173 bis 1184 Erzbischof war. Gelegentlich wird Richard Grant auch als der Theologe Richard of Wetheringsett identifiziert, den Verfasser der Summa Qui bene presunt. Für diese These gibt es jedoch keinen sicheren Nachweis.